# Borsa di Hong Kong

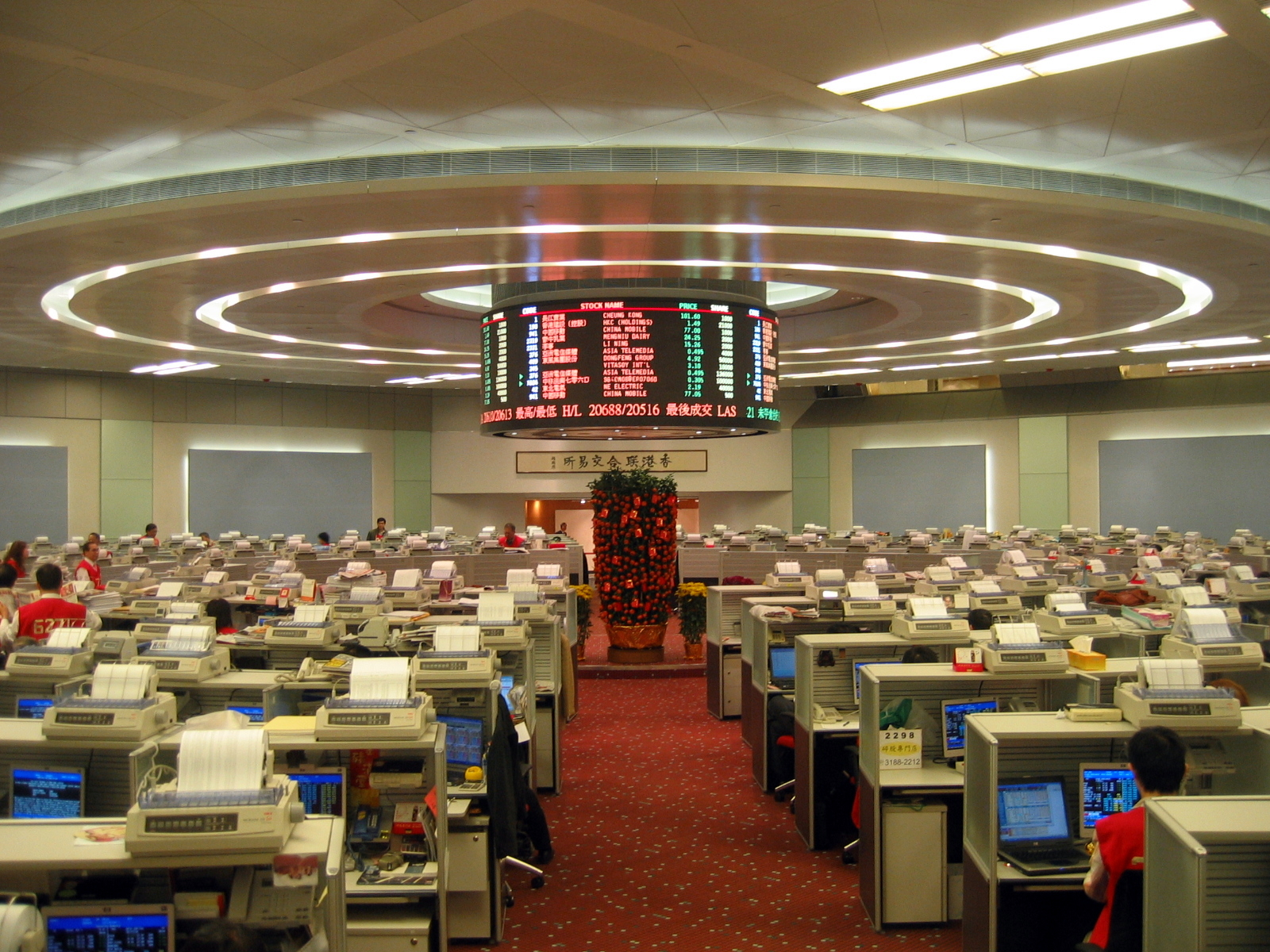
Interno della Borsa di Hong Kong

La Borsa di Hong Kong, o Hong Kong Stock Exchange (HKEX), insieme alla Borsa di Shanghai e alla Borsa di Shenzhen, è una delle tre borse valori della Cina continentale. 
Inaugurata nel 1891, è la terza piazza finanziaria asiatica per capitalizzazione dietro alla Borsa di Tokyo e a quella di Borsa di Shanghai.